# Lotarev DV-2
Le Lotarev DV-2, ou PSLM DV-2 (« DV » signifiant « Dnepr-Váh ») est un turboréacteur à double flux à double corps fabriqué à Považská Bystrica, en Slovaquie, par Považské Strojárne Letecké Motory (PSLM) (anciennement ZVL), et conçu en partenariat avec le bureau de conception Ivtchenko Lotarev. 124 exemplaires ont été construits

## Conception et caractéristiques
Le DV-2 fut développé à partir du turboréacteur Ivtchenko-Progress AI-25, et la compagnie ZVL fut également responsable de la production des moteurs de série et de présérie.
Le DV-2 est un turboréacteur à double flux modulaire à double corps, avec une unique soufflante disposée en porte-à-faux, deux étages de compresseurs basse-pression, sept étages haute-pression, un seul étage de turbine haute-pression et deux étages de turbine basse-pression, la chambre de combustion étant de type annulaire. La puissance maximale produite est de 21,8 kN, avec une consommation spécifique de carburant de 60 kg/kN/h à puissance maximale au niveau de la mer.
L'une des caractéristiques les plus inhabituelles de ce moteur militaire est sa soufflante à un seul étage. Habituellement, la plupart des avions d'entraînement et des chasseurs ont des soufflantes à plusieurs étages, les soufflantes mono-étagées étant l'apanage des turboréacteurs à double flux d'avions de transport civils ou militaires. Ivtchenko Lotarev choisit un cycle à très faible poussée spécifique (rapport poussée nette/flux d'air) pour le DV-2, de manière qu'un unique étage de soufflante soit suffisant afin de produire le taux de compression désiré poour la soufflante. Pourtant, même dans cet arrangement particulier, le taux de compression atteint est quelque-peu supérieur à celui obtenu normalement avec une soufflante mono-étage. En raison de la faible poussée spécifique, le taux de dilution du moteur est supérieur à la normale pour un turboréacteur militaire.
Ce moteur était nécessaire pour propulser les nouvelles versions de l'avion d'entraînement L-39, les versions L-39MS et L-59. D'autres modèles de la famille des DV-2 sont les DV-2A, DV‑2A.2 and DV-2S. Le DV-2S fut renommé RD-35 par la compagnie Klimov après avoir contracté un accord de licence avec PSLM en 1993.

## Applications
- L-59 Super Albatros (L-39MS Albatros)
- Hongdu L-15 (en)
- Iliouchine Il-108 (en)